# Міжнародний аеропорт імені Ніноя Акіно (Маніла)
Міжнародний аеропорт імені Ніноя Акіно (NAIA /ˈnaɪə/, locally /nɑː.ˈiː.jə/; тагальська: Paliparang Pandaigdig ng Ninoy Aquino; IATA: MNL, ICAO: RPLL), раніше відомий як Міжнародний аеропорт Маніли, є аеропортом, який обслуговує Манілу та її навколишній столичний район. Розташований уздовж кордону між містами Пасай та Параньяке, приблизно за 7 кілометрів (4,3 милі) на південь від власне Маніли та на південний захід від Макаті. NAIA є головним міжнародним шлюзом для мандрівників на Філіппіни і служить центром для Cebgo, Cebu Pacific, PAL Express і Philippine Airlines, а також базою для філіппінської AirAsia. Ним керує Управління міжнародного аеропорту Маніли (MIAA), приєднане агентство Департаменту транспорту (DOTr).
Офіційно NAIA є єдиним аеропортом, який обслуговує район Маніли. Однак на практиці як NAIA, так і Міжнародний аеропорт Кларка, які розташовані в зоні вільного порту Кларка в Пампанзі, обслуговують район Маніли, причому Clark обслуговує переважно лоукост-перевізників через меншу плату за посадку в порівнянні з тим, що стягується в NAIA. Нещодавно Кларк закликав замінити NAIA як основний аеропорт Філіппін.

## Назва
Аеропорт названий на честь філіппінського політика, сенатора Беніньо «Ніной» Акіно-молодшого, який був убитий в аеропорту 21 серпня 1983 року.

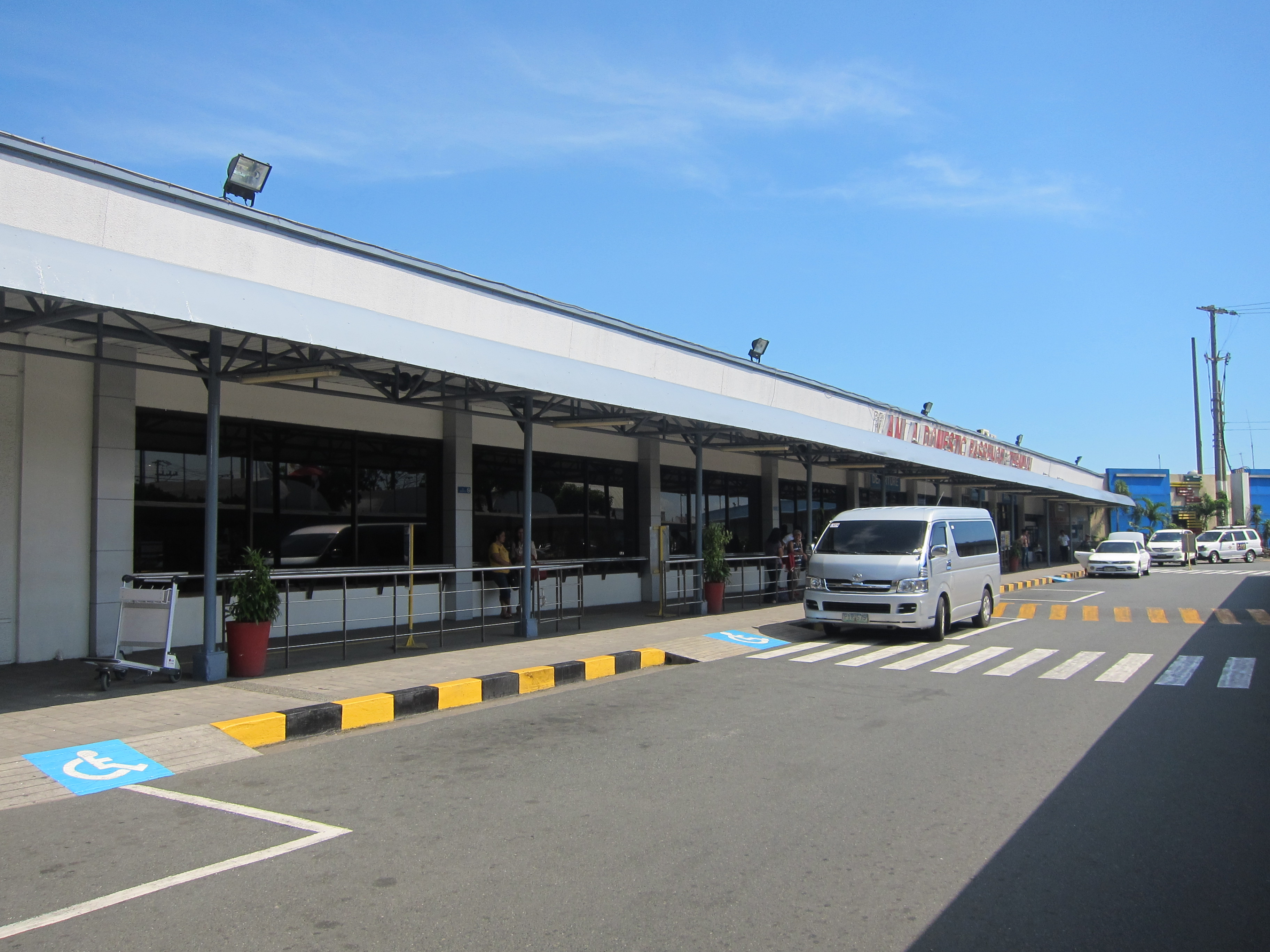
Зовнішній вигляд терміналу 4 NAIA

У 2018 році всі термінали NAIA обслуговували рекордний річний пасажиропотік — 45 082 544 пасажира, що на 6,79 % більше, ніж у попередньому році. Він буде доповнений двома новими аеропортами, Міжнародним аеропортом Нової Маніли, розташованим у Булакані, щоб обслуговувати як метро Манілі, так і центральним Лусоном, та Аеропортом Санглі Пойнт, розташованим на меліорованій землі в Кавіт-Сіті. Після завершення будівництва двох нових аеропортів NAIA буде перетворено у внутрішній аеропорт, який також обслуговуватиме авіацію загального призначення, обслуговування, вантажні перевезення, повітряні таксі, ділові рейси та державні/дипломатичні візити.

## Наземний транспорт

#### Міжтермінальні перевезення
Управління міжнародного аеропорту Маніли керує системою маршрутних автобусів, яка з'єднує всі чотири термінали для пасажирів, які мають стикування на рейсах, що вилітають з іншого терміналу. Маршрутні автобуси курсують кожні 15 хвилин у денні години, але пасажири повинні пройти імміграційне та митне оформлення, щоб використовувати систему.
Philippine Airlines надає послуги трансферу між терміналами 1, 2 і 3 для пасажирів, які прилітають до наступних рейсів PAL Express і навпаки.

#### Автобус
Ultimate Bus Experience (UBE Express) керує автобусним транспортом преміум-класу, який обслуговує всі термінали NAIA, готелі та комерційні райони, розташованих у містах Маніла, Макаті, Мандалуйонг, Мунтінлупа, Кесон-Сіті, Пасай, Пасіг і Параньяке, усі в Метро Маніла. і в місті Санта-Роза в Лагуні. Він також має зупинки на терміналах JAM Liner, Philtranco та Victory Liner у Пасаї для пасажирів, які прямують до/прибувають із провінцій Північний та Південний Лусон.